# 游明朝
游明朝体（羅馬化：yuuminchoutai）是字游工房在2002年发布的首款原创字体。与Hiragino明朝体相比，游明朝体以“能排版时代小说的明朝体”为设计主题，由鈴木勉开始设计，并由鳥海修等字游工房员工完成。最初发售时，一年期限的许可证售价为10万日元，后来改为无期限许可证，价格降至3万日元。
格式为PostScript格式的OpenType，Pr6N版本（Adobe-Japan1-7）包含的字符数为23060个。字重有L轻体/R常规体/M中等体/D半粗体（Pr6N），B粗体/E特粗体（StdN）。
从Windows 8.1和OS X Mavericks开始，游明朝体被标准搭载在Windows和macOS系统中，但零售版与标准版存在一些差异。从macOS Sierra开始，需要通过Font Book进行额外下载才能安装。
- Windows - 游明朝/Yu Mincho：Light / Regular / Demibold
  - 轮廓采用TrueType格式，对带有附加符号的拉丁文字高度进行了降低调整，并缩短了换行宽度。U+005C的字形通常为「\」，但在此被更改为「¥」。Windows 10版本除了包含零售版的字符外，还增加了Microsoft的兼容字符[2]。
  - 在Windows 7和Windows 8系统上，如果安装了Microsoft Office 2010/2013，则可以从Microsoft官方网站进行额外安装，与Windows 10版本拥有相同的字重[8]。

- Mac - 游明朝体/YuMincho：Medium / Demibold / Extrabold
  - Extrabold字重从macOS Sierra开始收录[9][2]。直到OS X Yosemite，除了字体名称外，字体产品版（Pr6N）的内容与标准版相同（Extrabold字重符合StdN标准，收录约10,000个字符）。从OS X El Capitan开始，换行宽度被调整以匹配Hiragino，并且游明朝体+36点假名被整合成一个OpenType Collection[2]。

游明朝体可以与游明朝体36点假名和游明朝体五号假名等假名字体结合使用。这些字体的字重与游明朝体相一致（Extrabold字重仅在游明朝体36点假名中提供）。从OS X El Capitan开始，游明朝体+36点假名被添加。
- Mac - 游明朝体+36点假名/YuMincho +36p Kana：Medium / Demibold / Extrabold
  - Extrabold字重从macOS Sierra开始收录[9][2]。虽然字体产品版是假名字体，但OS X标准版预先包含了游明朝体各字重的汉字部分，因此可以作为一个独立的字体使用，同时包含游明朝体的汉字和36点假名的假名。收录的字符数与游明朝体的各字重相同。

2017年，通过Adobe Typekit（现在称为Adobe Fonts），游明朝体Pr6／Pr6N R、游明朝体五号R、游明朝体36点假名R这四种字体变得可用。除游明朝体Pr6N R外的其他三种字体于2021年9月在Adobe Fonts上停止提供。

## 外部連結
- 字游工房 （页面存档备份，存于）